# Vígh Károly (nyelvész)
Vígh Károly (Marosvásárhely, 1912. – Stockholm, 1990. október 15.) erdélyi magyar könyvtáros, nyelvész és műfordító.

## Életútja, munkássága
A Román Akadémia marosvásárhelyi kutatócsoportjának munkatársa volt, az Erdélyi magyar szótörténeti tár II–IV. kötetének szerkesztő munkatársa. Nyelvészeti és helytörténeti kutatásai Marosvásárhely múltjának feltárására irányultak, mivel azonban e témák közlése hatalmi tilalom alá esett, több kézirata kiadatlan maradt, s csak Svédországban bekövetkezett halála után jelenhettek meg.
Stockholmban hunyt el és kívánságának megfelelően ott is helyezték örök nyugalomra.

## Kötetei
- Asszonyok és férfiak tüköre. Tanúvallomások a XVII. századból (Budapest, 1980;[3] Csíkszereda, 1999);
- Marosvásárhelyi helynevek és földrajzi közszavak (Csíkszereda, 1996).

## Fordításai
Számos prózai művet fordított románból: a Ion Creangă válogatott munkái (Bukarest, 1955) c. kötetbe, a Román irodalom kis tükre I. kötetébe (Bukarest, 1961, Vasile Alecsandri, Miron Costin, Constantin Negruzzi, Grigore Ureche prózájából), a IV. kötet (Bukarest, 1964) számára Cezar Petrescu prózájából, valamint a Román elbeszélők (Budapest, 1965) számára. További fordításkötetei:
- Cezar Petrescu: Fram, a jegesmedve (Bukarest, 1953; újabb kiadásai Bukarest, 1959, 1970);
- Mihail Sadoveanu: Lehunyt szemmel (Bukarest, 1956; újabb kiadása Bukarest,  1963);
- Radu Tudoran: Dagadó vitorlákkal (Bukarest, 1958; majd 1989-ig még több kiadásban);
- Camil Petrescu: Ember az emberek között (Veress Zoltánnal, Bukarest, 1961);
- Mihail Sadoveanu: A bűvös erdő, Borsszem királyfi (mindkettő Bukarest 1963);
- Ştefan Luca: Az intelligencia bálja (Bukarest, 1964);
- Ion Creangă: A vénasszony lánya és a vénember lánya (Bukarest, 1965);
- Eusebiu Camilar: Hősökről szól a rege (Bukarest, 1966);
- Mihail Sadoveanu: Nehéz idők (Bukarest, 1966);
- H. Gilbert: Robin Hood (Kolozsvár, 1979);
- Ion Creangă: A rászedett medve (Bukarest, 1979);
- Paul Féval: A púpos (Vásárhelyi Károly álnéven, Bukarest, 1989).